# شايبه إس إف-36
شايبه إس إف-36 (بالإنجليزية: Scheibe SF 36)‏ هي طائرة شراعية، بمحرك، وبمقعدين. أنتجت في ألمانيا. من صناعة شايبه.